# Georges Vandame
Pour les articles homonymes, voir Vandame.
Georges Vandame, né le 1er août 1856 à Lille (Nord) et décédé le 1er novembre 1927 dans la même ville, est un homme politique français.

## Biographie
Entré à l'école Polytechnique en 1875, il quitte l'armée comme lieutenant d'artillerie en 1882 et prend la direction de l'entreprise familiale de brasserie. Il est président du syndicat des brasseurs de Lille. Il est conseiller municipal de Saint-André-lez-Lille et conseiller d'arrondissement en 1889 et conseiller général du Nord de 1892 à 1910. Il est rapporteur général du budget et président de la commission des finances du conseil général. Il est 2e adjoint au maire de Lille en 1904, chargé des finances. Il est député du Nord de 1906 à 1924, inscrit aux Républicains progressistes puis à la Fédération républicaine.

## Distinctions
- Chevalier de la Légion d'honneur par décret du 27 avril 1915[2].

## Sources
- Ressources relatives à la vie publique :   - base Léonore
  - Base Sycomore
- Notices d'autorité :   - VIAF
  - ISNI
  - BnF (données)